# Alexander Baillie-Cochrane
Alexander Dundas Ross Cochrane-Wishart-Baillie, meglio noto come Alexander Baillie-Cochrane, primo barone Lamington (24 novembre 1816 – 15 febbraio 1890), è stato un politico britannico del partito conservatore, ricordato per la sua affiliazione alla Giovane Inghilterra nei primi anni '40 del XIX secolo.

## Biografia
Era il figlio dell'ammiraglio Thomas John Cochrane, e della sua prima moglie, Matilda Lockhart-Ross.

## Carriera
Frequentò l'Università di Cambridge e, nel 1841, fu eletto in parlamento come membro della Camera dei Comuni per il collegio elettorale di Bridport. In seguito fu eletto anche nel Lanarkshire, ad Honiton, ed infine nel collegio dell'isola di Wight. Nel 1880, divenuto un pari, divenne membro della Camera dei Lords come Barone Lamington.

## Matrimonio
Sposò, il 4 dicembre 1844, Annabella Mary Drummond (?-17 febbraio 1917), figlia di Andrew Drummond. Ebbero quattro figli:
- Constance Mary Elizabeth Cochrane-Wishart-Baillie (7 febbraio 1846-19 luglio 1929), sposò in prime nozze Reginald Sackville, VII conte De La Warr, ebbero cinque figli, e in seconde nozze Paul Williams Wyatt, non ebbero figli;
- Amy Cochrane-Wishart-Baillie (?-1913), sposò il marchese Francesco Vitelleschi, non ebbero figli;
- Violet Marie Louise Cochrane-Wishart-Baillie (?-31 marzo 1943), sposò Henry Dundas, I visconte Melville, ebbero due figlie;
- Charles Cochrane-Baillie, II barone Lamington (29 luglio 1860-16 settembre 1940).